# Ярцевское городское поселение
Ярцевское городско́е поселе́ние — муниципальное образование в Ярцевском районе Смоленской области Российской Федерации.
Административный центр — город Ярцево.

## История
Образовано Законом Смоленской области от 28 декабря 2004 года.

## Население
| 2007    | 2012    | 2013    | 2014    | 2015    | 2016    | 2017    |
| ------- | ------- | ------- | ------- | ------- | ------- | ------- |
| 50 100  | ↘47 518 | ↘46 970 | ↘46 266 | ↘46 219 | ↘45 559 | ↘44 740 |
| 2018    | 2019    | 2020    | 2021    | 2024    |         |         |
| ↘44 097 | ↘43 280 | ↘42 677 | ↘41 541 | ↘40 419 |         |         |

## Населённые пункты
В состав городского поселения входят 4 населённых пункта:
| № | Населённый пункт | Тип     | Население |
| - | ---------------- | ------- | --------- |
| 1 | Ярцево           | город   | ↘40 330   |
| 2 | Дуброво          | деревня | 0         |
| 3 | Милохово         | деревня | 0         |
| 4 | Щекино           | деревня | 0         |